# John Dolan
John Patrick Dolan (ur. 8 czerwca 1962 w San Diego, Kalifornia) – amerykański duchowny katolicki, biskup pomocniczy San Diego w latach 2017-2022, biskup Phoenix od 2022.

## Życiorys
Święcenia kapłańskie otrzymał w dniu 1 lipca 1989 i został inkardynowany do diecezji San Diego. Pracował głównie jako duszpasterz parafialny. W latach 1992–1994 kierował duszpasterstwem powołań, a w 2016 został mianowany wikariuszem biskupim ds. duchowieństwa.
19 kwietnia 2017 papież Franciszek mianował go biskupem pomocniczym San Diego ze stolicą tytularną Uchi Maius. Sakry biskupiej udzielił mu 8 czerwca 2017 ordynariusz tejże diecezji, Robert McElroy.
10 czerwca 2022 papież Franciszek mianował go biskupem diecezji Phoenix. Swoje posługiwanie jako biskup diecezjalny rozpoczął 2 sierpnia 2022.